# Makoto Hirahara
Makoto Hirahara (japanisch 平原智 oder 平原まこと, Hirahara Makoto, * 2. Mai 1952 in der Präfektur Osaka; † 26. November 2021) war ein japanischer Jazzmusiker (Saxophon, auch Klarinette, Flöte).
Makoto Hiraharas Vater ist der Trompeter Tsutomu Hirahara; er selbst ist der Vater der Sängerinnen Aika Hirahara und Ayaka Hirahara; mit letzterer trat er auch auf. Aufnahmen Hiraharas (bei denen er Alt- und Baritonsaxophon spielte) entstanden zwischen 1981 und 1994 mit Akio Okamoto & The Gay Stars Orchestra, Himiko Kikuchi (Reverse It) und mit Kimiko Itoh (Standards My Way). Des Weiteren arbeitete er mit Kazumi Watanabe und der Formation Tokyo Ensemble Lab, mit welcher zwei Alben entstanden. Daneben legte er bei Nippon Columbia unter eigenem Namen zwei Alben vor, Moon Healing - Wavy Music (1998) und Moon Healing (もっと癒されて Motto Iyasarete, 2000), die dem Genre der New-Age-Musik zuzurechnen sind. Hirahara starb Ende November 2021 im Alter von 69 Jahren an den Folgen von Magenkrebs.